# Gereformeerde kerk (Venlo)
De Gereformeerde kerk was een Gereformeerd kerkgebouw, gelegen aan het Monseigneur Nolensplein 45 te Venlo.
De kerk werd gebouwd in 1911 en was het eerste Gereformeerde kerkgebouw in Nederlands-Limburg. Architect was Tjeerd Kuipers. Voordien waren de gereformeerden van Venlo en omgeving op Helmond aangewezen. In de jaren na 1911 verrezen er overigens diverse andere gereformeerde kerkgebouwen in Limburg.
Het kerkje was een bakstenen gebouw onder zadeldak, geflankeerd door een slank, achtkantig torentje.
In 1968 werd het gebouw buiten gebruik gesteld en in 1970 werd het gesloopt. De gereformeerden waren daarna nog enige tijd te gast in de (Hervormde) Joriskerk, om in 1974 een eigen kerkgebouw in gebruik te nemen, namelijk Het Baken te Blerick.